# 响水经验
响水经验，或称11·27响水经验，指2007年江苏省响水县宣传部门在当地化工企业发生事故后阻碍记者采访的一系列做法，源自《沉着应对突发事件 全力做好舆论引导──响水“11·27”事故新闻协调工作的主要做法》一文（下文中略称《沉着》）。

## 背景
2007年11月27日，江苏省盐城市响水县陈家港化工集中区联化科技有限公司爆炸事故，造成8人死亡。爆炸后，众多媒体记者赶赴响水采访，据亲历者《中国青年报》记者李润文回忆：“事故发生后，盐城市立即启动了一套禁止记者采访的应急预案，不惜采用武力威胁、软禁记者，重金收买、色相利诱等方式收买记者，阻挠采访。”

## 文章
2007年底，《沉着》已受到广泛关注，该文署名为“中共响水县委宣传部”，日期为2007年12月24日，但其真伪一直未被证实。文中以官方口吻总结了2007年陈家港化工园联化科技有限公司发生爆炸后当地宣传部门阻碍记者采访的“成功经验”。
《中国青年报》记者李润文采写的《江苏盐城禁止采访，给记者找小姐》因在细节方面与《沉着》互为印证，也被争相传阅。《第一财经日报》记者于2011年2月致电李润文，“证实这篇文章的确是他所写”。

## 后续
2011年2月10日，因有人传言陈家港化工园区大和化工企业发生氯气泄漏，随时可能发生爆炸，发生“江苏响水万人大逃亡”的事件，混乱中导致4人死亡。一时间关于“响水经验”的陈年旧账再次被网上热炒，《第一财经日报》记者致电响水县外宣办负责人求证“响水经验”的来源，未得到正面回答。
2019年3月21日，响水化工区内江苏天嘉宜化工有限公司工厂内發生严重爆炸事故。被称为“响水经验”的《沉着》一文再次被广泛传播，成为安全事故所引发的“次生舆情”。大众网记者向盐城市响水县委宣传部求证时，一位值班工作人建议记者联系该县通讯站负责人，并称通讯站为响水县委宣传部的下属科室，“写稿子、出稿子都是他们弄的”。随后，大众网记者采访通讯站负责人，对方回应称其本人为2012年到响水县委宣传部工作，对网上流传的《沉着》一文并不知情。

## 评论
2007年12月31日，《南方都市报》在A2版发表评论文章《“响水经验”的危险信号》，称《沉着》一文所展现的“响水经验”表明“基层言论管制部门的成熟速度，已经大大超过了媒体拓展生存空间的速度”，媒体的生存空间正越来越狭窄。
2011年“响水经验”被再次提起时，上海市新文汇律师事务所主任律师富敏荣认为响水“11·27”事故中有组织地阻挠新闻采访事件，涉及记者的新闻采访权利问题，值得新闻界和法律界高度关注；复旦大学公共管理与国际事务学院教授唐贤兴认为，“防盗、防火、防记者”的做法说明部分地方政府的治理能力不足。
2019年“响水经验”被再次提起时，上观新闻发表评论文章称响水经验被旧事重提在一定程度上折射出人们对公共安全事件背后深层问题的担忧和焦虑。这种担忧和焦虑需要靠公权力部门坦诚、公开、务实的处理来逐渐打消。所谓“响水经验”恰应当被当作“教训”来深刻汲取。《新京报》发表评论文章《“不防记者，专防爆炸”的“响水经验”又在哪里？》（后更名《“防火、防盗、防记者”，厉害了“响水经验”》并删减），指出响水县相关部门在2007年的所作所为跟受法律与政策保障的舆论监督权相悖，也跟中央保障媒体采访权的明文要求不符，必将成为当地突发事件处置、舆情应对史上的一大污点。